# Frameline Film Festival
O Frameline é uma organização sem fins lucrativos voltada à arte cinematográfica responsável pela organização do Festival Internacional de Cinema LGBT de São Francisco, considerado o mais antigo festival de cinema dedicado à cultura gay, lésbica, bissexual e transgênera (LGBT).